# William Webster Hansen
William Webster Hansen (* 27. Mai 1909 in Fresno, Kalifornien, USA; † 23. Mai 1949 in Palo Alto, Kalifornien) war ein US-amerikanischer Physiker.

## Leben
Hansen wuchs in Fresno auf, wo sein Vater einen Werkzeugladen hatte. Er war frühbegabt und schloss die High School bereits mit 14 Jahren ab, konnte aber erst ab 16 Jahren an der Stanford University studieren. Zunächst wollte er Ingenieur werden, wechselte dann aber zur Physik und wurde dort schon nach einem Jahr selbst Instructor. 1933 wurde er promoviert und ging als National Research Fellow an die University of Michigan und dann ans Massachusetts Institute of Technology. Hier arbeitete er bei Philip Morse und begann, sich mit elektromagnetischen Feldern zu beschäftigen. 1934 wurde er Assistant Professor in Stanford. Dort blieb er für den Rest seiner Karriere (bis auf die Kriegsjahre, in denen er ab 1941 bei der Sperry Corporation am Klystron und Radar arbeitete) und starb mit nur 40 Jahren an einer Atemwegserkrankung, an der er schon längere Zeit litt.
Er war ab 1937 maßgeblich an der Entwicklung des Klystrons beteiligt, das auf einer Idee (Rumbatron) von Hansen und einer weiteren Idee von Russell Varian basierte. Hanson und die Brüder Varian (Russell und Sigurd Varian) arbeiteten daran in den 1940er Jahren bei der Sperry Corporation in Long Island. Im Zweiten Weltkrieg wurde das Klystron vielfach in Radaranlagen verwendet, auch wenn damals noch das Magnetron dem Klystron als Haupt-Mikrowellengenerator vorgezogen wurde, aber nach dem Krieg setzten die Brüder Varian in ihrer Firma mit dem Stanford-Professor Edward Ginzton die Entwicklung erfolgreich fort. Ginzton und Hansen bauten in Stanford auf der Basis dieser Technologien auch den ersten Elektronen-Wanderwellenbeschleuniger.
1946 war Hansen mit Martin Packard Teil der Gruppe um Felix Bloch, die die Kernspinresonanz (NMR, nuclear magnetic resonance) entdeckte, wie unabhängig auch zur gleichen Zeit Edward Mills Purcell, H. C. Torrey und Robert Pound an der Harvard University. Varian überzeugte Hansen und Bloch, ihr NMR Spektrometer zu patentieren und produzierte schon bald NMR-Geräte zusätzlich zu seinen Klystrons.
Hansen war Mitglied der National Academy of Engineering und seit 1949 der National Academy of Sciences. Nach ihm ist das 1947 gegründete W. W. Hansen Labor (W. W. Hansen Experimental Physics Laboratory, HEPL) in Stanford benannt.